# Malé Szontaghovo pliesko
Malé Szontaghovo pliesko (polsky Granackie Oko) je malé jezírko v horní části Slavkovské doliny. Název plieska je nový. Slovenské jméno je odvozeno od většího sousedního Szontaghova plesa. Polský název je odvozen od polohy pod hřebenem Granátových věží, stejně jako sousední Granacki Staw. Jezero má rozlohu 0,0312 ha. Je 25 m dlouhé a 15 m široké.
Při změně vodních poměrů v údolí se stává, že se obě jezera spojí do jednoho. Pliesko dostalo jméno podle zakladatele Nového Smokovce MUDr. Mikuláše Szontágha staršího, významného člena Uherského karpatského spolku. Jezírko je turisticky nepřístupné, je ve státní přírodní rezervaci.

## Okolí plesa
Kolem plesa se zvedá hradba věží a štítů. Na západní straně Velická kopa, Dvojitá veža, Granátová veža, Rohatá veža, na severozápadě Bradavica, na severu jsou Slavkovské věže, Vareškový hrebeň, který končí Slavkovskou kopou, a Slavkovský štít.

## Externí odkazy

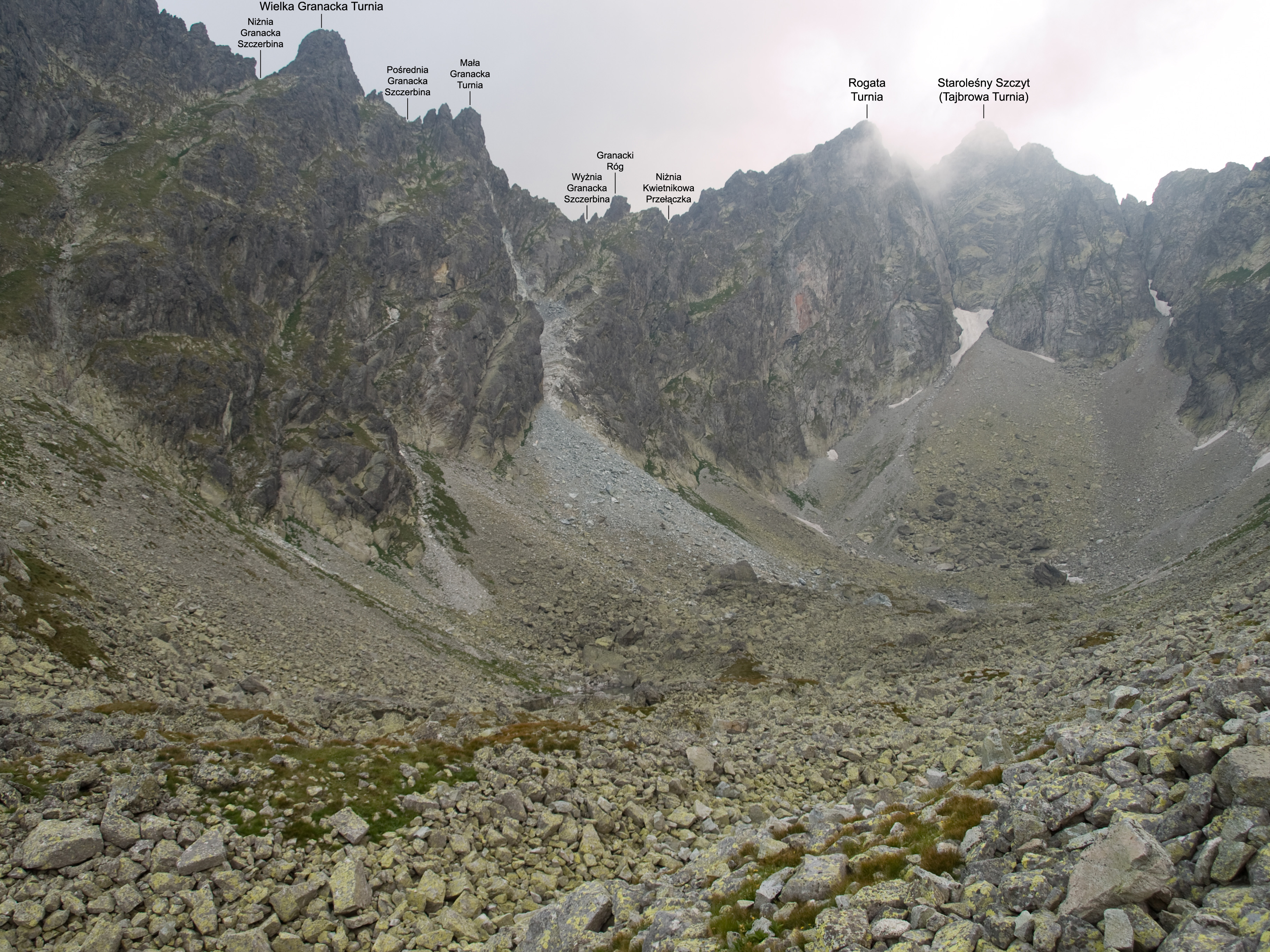
Slavkovská dolina